# Робърт Стак
Робърт Стак (на английски: Robert Stack; роден Чарлс Ленгфърд Модини Стак, на английски: Charles Langford Modini Stack; 13 януари 1919 г. - 14 май 2003 г.) е американски актьор, спортист и телевизионен водещ.  Известен със своя дълбок, командващ глас и присъствие, той се появява в над 40 игрални филма. Участва в знаменития телевизионен сериал на ABC „Недосегаемите“ (1959–1963 г.), за който печели наградата Еми за 1960 г. за най-добър актьор в драматичен сериал, а по-късно е домакин на шоуто за истински криминални истории „Неразгадани мистерии“ („Unsolved Mysteries“ 1987–2002 г.). Номиниран е и за Оскар за най-добър второстепенен актьор за ролята си във филма „Написано на вятъра“ (1956).
От 1956 г. до смъртта си е женен за Розмари Боу. Имат две деца. Умира от рак на простатата.

## Избрана филмография
| Година | Филм                     | Оригинално заглавие  | Роля                    | Режисьор    |
| ------ | ------------------------ | -------------------- | ----------------------- | ----------- |
| 1932   | Да бъдеш или да не бъдеш | To Be or Not to Be   |                         |             |
| 1959   | Джон Пол Джоунс          | John Paul Jones      | адмирал Джон Пол Джоунс | Джон Фароу  |
| 1967   | Слънцето на крадците     | Le Soleil Des Voyous | Джим Бекли              | Жан Деланоа |